# Tatiana Huezo Sánchez
 (janvier 2024).
 (octobre 2023).
La mise en forme du texte ne suit pas les recommandations de Wikipédia : il faut le « wikifier ».
Les points d'amélioration suivants sont les cas les plus fréquents. Le détail des points à revoir est peut-être précisé sur la page de discussion.
- Les titres sont pré-formatés par le logiciel. Ils ne sont ni en capitales, ni en gras.
- Le texte ne doit pas être écrit en capitales (les noms de famille non plus), ni en gras, ni en italique, ni en « petit »…
- Le gras n'est utilisé que pour surligner le titre de l'article dans l'introduction, une seule fois.
- L'italique est rarement utilisé : mots en langue étrangère, titres d'œuvres, noms de bateaux, etc.
- Les citations ne sont pas en italique mais en corps de texte normal. Elles sont entourées par des guillemets français : « et ».
- Les listes à puces sont à éviter, des paragraphes rédigés étant largement préférés. Les tableaux sont à réserver à la présentation de données structurées (résultats, etc.).
- Les appels de note de bas de page (petits chiffres en exposant, introduits par l'outil «  Source ») sont à placer entre la fin de phrase et le point final[comme ça].
- Les liens internes (vers d'autres articles de Wikipédia) sont à choisir avec parcimonie. Créez des liens vers des articles approfondissant le sujet. Les termes génériques sans rapport avec le sujet sont à éviter, ainsi que les répétitions de liens vers un même terme.
- Les liens externes sont à placer uniquement dans une section « Liens externes », à la fin de l'article. Ces liens sont à choisir avec parcimonie suivant les règles définies. Si un lien sert de source à l'article, son insertion dans le texte est à faire par les notes de bas de page.
- La présentation des références doit suivre les conventions bibliographiques. Il est recommandé d'utiliser les modèles {{Ouvrage}}, {{Chapitre}}, {{Article}}, {{Lien web}} et/ou {{Bibliographie}}. Le mode d'édition visuel peut mettre en forme automatiquement les références.
- Insérer une infobox (cadre d'informations à droite) n'est pas obligatoire pour parachever la mise en page.

Pour une aide détaillée, merci de consulter Aide:Wikification.
Si vous pensez que ces points ont été résolus, vous pouvez retirer ce bandeau et améliorer la mise en forme d'un autre article.
 (octobre 2023).
Pour les articles homonymes, voir Huezo et Sánchez.
Tatiana Huezo Sánchez est une réalisatrice de nationalité Salvadorienne et Mexicaine, née le 9 janvier 1972 à San Salvador.
Son premier film El lugar más pequeño (es) (2011) est un documentaire traitant de la guerre civile du Salvador. En 2016, elle réalise Tempestad, l'histoire de deux femmes confrontées à l'impunité de la justice et à la violence au Mexique, ayant notamment reçu le Prix Fénix du cinéma ibéro-américain pour le meilleur documentaire en 2016 et une nomination aux Emmy Awards pour la catégorie documentaire.

## Biographie
Née au Salvador d'un père salvadorien et d'une mère mexicaine, Tatiana Huezo déménage au Mexique à l'âge de quatre ans. Elle obtient son diplôme au Centro de Capacitación Cinematográfica (CCC) où elle a également enseigné. En 2004, elle a obtient une maîtrise en documentaire créatif à l'Université Pompeu-Fabra de Barcelone.
Après la réalisation de premiers court-métrage, notamment Arido (1992), Tiempo cáustico (1997), Familia (2004) et Sueño (2005), elle se fait connaitre sur la scène internationale en 2011 grâce à son premier long-métrage El lugar más pequeño (es), témoignage de la guerre civile au Salvador. Ce long-métrage est projeté dans plusieurs festivals à travers le monde et reçoit plusieurs prix.
En 2015, elle présente Absences, un court-métrage de 27 minutes racontant la douleur de Lulu, une mère qui perd son mari et son fils, disparus à cause du crime organisé.
En 2021, après de nombreuses années consacrées au documentaire, elle présente son premier long métrage de fiction, Noche de fuego (es) (2021), basé sur le roman de Jennifer Clement, Prières pour celles qui furent volées (2012). Il est présenté pour la première fois dans la section Un Certain Regard lors du Festival de Cannes 2021. 

## Filmographie
- 1992 : Arido (court métrage)
- 1997 : Tiempo cáustico (court métrage)
- 2001 : El ombligo del mundo (court métrage)
- 2004 : Familia (court métrage)
- 2005 : Sueño (court métrage)
- 2011 : El lugar más pequeño (es) (court métrage)
- 2015 : Ausencias (court métrage)
- 2015 : El aula vacia (film collectif)
- 2016 : Tempête (es) (Tempestad)
- 2021 : Noche de fuego (es)
- 2023 : El Eco (es)